# Tetepango
Tetepango è un comune del Messico, situato nello stato di Hidalgo.